# Jean-François de Saint-Lambert
Jean-François marchese di Saint-Lambert (Nancy, 26 dicembre 1716 – Parigi, 9 febbraio 1803) è stato un poeta e letterato francese.

## Biografia
Nato da una famiglia nobile ma poco abbiente, studiò in un collegio di Pont-à-Mousson. Collaborò alla stesura dell'Encyclopédie con un Saggio sul lusso (Essai sur le luxe, 1764) e dal 1770 al 1883 occupò il seggio 10 dell'Académie française.
Ebbe una relazione con Madame Émilie du Châtelet, che per lui lasciò Voltaire. Sembra che Saint-Lambert non fosse particolarmente attratto dalla Châtelet, ma che abbia agito solo per un capriccio e per ingelosire la sua precedente amante, Madame de Boufflers, che lo aveva abbandonato. La relazione però si risolse tragicamente perché la Châtelet nel 1749 partorì una bambina che morì subito dopo la nascita e lei stessa morì sei giorni dopo, assistita negli ultimi momenti da Voltaire, col quale era rimasta in ottimi rapporti, e dallo stesso Saint-Lambert.

## Opere
- 1732: Ode sur l'eucharistie
- 1756: Les fêtes de l'amour et de l'hymen
- 1759: Recueil de poésies fugitives
- 1764: Essai sur le luxe
- 1764: Le Matin et le Soir
- 1765: Sara Th. et l'Abenaki
- 1769: L'es Saisons
- 1769: Sara et Ziméo
- 1770: Les Deux Amis
- 1772: Fables orientales
- 1795: Œuvres mêlées
- 1796: Mémoires sur la vie de Bolingbroke
- 1798: Principes des mœurs chez toutes les nations ou Catéchisme universel, 3 volumi
- 1801: Œuvres philosophiques, 5 volumi
- 1814, 1822, 1823: Œuvres, 2 volumi
- 1826: Poésies